# Paramerina cingulata
Paramerina cingulata är en tvåvingeart som först beskrevs av Walker 1856.  Paramerina cingulata ingår i släktet Paramerina och familjen fjädermyggor. Arten är reproducerande i Sverige. Inga underarter finns listade i Catalogue of Life.